# バラカ (チーズ)
バラカ（フランス語: Baraka）は、フランスで作られる白かびチーズ。バラカとは「馬蹄形」を意味し、西欧では縁起がよいとされる。いつごろからそのようなことが言われ始めたかは明らかではないが、この単語 (baraka) 自体はアラビア語起源である。
若干の塩味を残しつつも、全体としてはクリーミーかつマイルドといった味わいである。白カビ部分はそれなりに辛みを感じる。
スパークリングワイン、軽めの赤ワイン、辛口の白ワインと相性がよいとされる。バゲットやレーズンパンと合わせるのもよい。白い外見を生かして、ドライフルーツやナッツを散らしてケーキに見立てて供するのもあり。